# Dichopogon strictus
Dichopogon strictus. (svenskt nylatinskt uttal IPA /dikɔˈpoːgɔn stˈriktɵs/) är en sparrisväxtart i Australien.

## Utbredning och systematik

### Utbredning
Dichopogon strictus växer i Australien.

### Underarter
Inga underarter finns listade i Catalogue of Life.

### Besläktade arter och högretaxa
Dichopogon strictus ingår i släktet Dichopogon och familjen sparrisväxter.

## Forsknings‐ och nomenklaturhistoria
Arten beskrevs först av Robert Brown under namnet Arthropodium strictum. Den fick sitt nu gällande namn av John Gilbert Baker.

## Artnamnets etymologi och trivialnamn

### Vetenskapligaartnamnetsetymologi
Släktnamnet är bildat av grekiska δίχα (dicha, ”dubbel”) och πώγων (pogon, ”hulling”).
Artepitetet strictus är latin och betyder ”åtdragen, tät, tjock, fast”.

### Trivialnamn
Den kallas på engelska chocolate lily, men det trivialnamnet ges stundom i stället till Dichopogon fimbriatus. Arten har inget svenskt trivialnamn.